# Jan Mattsson
Jan Mattsson (ur. 17 kwietnia 1951 w Kallinge) – szwedzki piłkarz występujący na pozycji napastnika. Trener piłkarski.

## Kariera klubowa
Mattsson jako junior grał w zespołach Kallinge SK oraz Saxemara IF. W 1969 roku został graczem pierwszoligowego Östers IF. W sezonach 1973, 1974 oraz 1975 został w jego barwach królem strzelców ligi szwedzkiej. Dwa razy wywalczył z nim też wicemistrzostwo Szwecji (1973, 1975). Pod koniec 1975 roku przeszedł do niemieckiej Fortuny Düsseldorf. W Bundeslidze zadebiutował 16 stycznia 1976 w przegranym 1:3 meczu z MSV Duisburg. 24 stycznia 1976 w zremisowanym 2:2 spotkaniu z Rot-Weiss Essen strzelił pierwsze dwa gole w Bundeslidze. Graczem Fortuny Mattsson był przez rok.
W 1976 roku odszedł do Bayeru Uerdingen, grającego w 2. Bundeslidze. W sezonie 1978/1979 wywalczył z nim awans do Bundesligi. W 1981 roku wrócił do Östers IF, z którym w sezonie 1981 zdobył mistrzostwo Szwecji. W 1984 roku zakończył karierę.

## Kariera reprezentacyjna
W reprezentacji Szwecji Mattsson zadebiutował 5 sierpnia 1973 w zremisowanym 0:0 towarzyskim meczu ze Związkiem Radzieckim. W latach 1973–1976 w drużynie narodowej rozegrał 13 spotkań.